# Schirvan
Schirvan (persisch اشیروان, DMG Shīrvān) ist eine Stadt in der Provinz Nord-Chorasan im Iran. Sie befindet sich östlich von Bodschnurd und Nahe der Grenze zu Turkmenistan.

## Geschichte
Der Name der Stadt leitet sich von dem altpersischen Wort Shīr (persisch شیر, DMG Löwe) ab, vielleicht wegen des Berges im Süden der Stadt, der wie ein großer, ruhender Löwe aussieht. Bei Schirvan wurden Gräber in Gelian an Khanlogh (Dörfer von Schirwan) gefunden haben, die auf die Zeit der Achämeniden zurückgehen.

## Bevölkerungsentwicklung
| Jahr | Einwohnerzahl |
| ---- | ------------- |
| 1996 | 70.028        |
| 2006 | 84.185        |
| 2011 | 88.254        |
| 2016 | 82.689        |